# Рослий Іван Михайлович
Рослий Іван Михайлович (14 січня 1925 року — 17 січня 1989 року) — український геоморфолог, палеогеограф, доктор географічних наук, професор Київського національного університету імені Тараса Шевченка.

## Біографія
Народився 14 січня 1925 року в селі Ведильці, тепер Чернігівський район Чернігівської області. Закінчив 1941 року Конотопське педагогічне училище. 
Учасник бойових дій під час Другої Світової війни — боєць партизанського з'єднання, з 1943 року — в діючій армії: розвідник, командир відділення, командир групи топографічної розвідки.
Закінчив 1951 географічний факультет Київського університету. З 1951 року — аспірант університету. У 1954—1976 роках працює асистентом, доцентом, у 1976—1989 роках професор, з 1977 по 1986 роки завідувач кафедри геоморфології та палеогеографії. Кандидатська дисертація «Геоморфологічні особливості і четвертинні відклади Правобережжя Нижнього Придніпров'я» захищена у 1954 році, докторська дисертація «Морфоструктурний аналіз Донецької височини» у 1974 році. Помер у 1989 році. Похований у рідному селі Ведильці.

## Нагороди і відзнаки
Нагороджений орденами: Слави ІІІ ступеня у 1944 році, Вітчизняної війни ІІ ступеня.

## Наукові праці
Сфера наукових досліджень: морфоструктурний аналіз, загальна геоморфологія, палеогеографія антропогену, геоморфологічне картографування, регіональні дослідження. Автор понад 120 наукових праць, 3 монографій. Основні праці:
1. Палеогеографія антропогену. — К., 1982.
2. (рос.) Природа СССР в антропогене. — К., 1986.
3. (рос.) Геоморфология Украинской ССР: Підручник. 1990 (у співавторстві).